# Cucullia postera
Cucullia postera là một loài bướm đêm trong họ Noctuidae.